# 虎什哈镇
虎什哈镇，是中华人民共和国河北省承德市滦平县下辖的一个镇。

## 行政区划
虎什哈镇下辖以下地区：
虎什哈村、西营坊村、大河北村、桲树下村、西北沟村、三道河村、六道河村、猴山村、官营子村、北山根村、金台子村、西庙沟村、北狮子沟村和卧牛山村。